# Rắn hổ mang phun nọc Sumatra
Rắn hổ mang phun nọc Sumatra (Naja sumatrana) là một loài rắn trong họ Rắn hổ. Loài này được Müller mô tả khoa học đầu tiên năm 1890.

## Miêu tả
Loài này có chiều dài trung bình, trung bình giữa 0,9 đến 1,2 mét (3,0 đến 3,9 ft) về chiều dài, mặc dù chúng có thể phát triển lên đến 1,5 mét (4,9 ft). Cơ thể được nén và hình trụ phụ ở phía sau. Đầu của loài này có hình elip, lõm xuống và phân biệt với cổ với một chiếc mõm ngắn, tròn và lỗ mũi lớn. Mắt có kích thước trung bình. Vảy lưng nhẵn và xiên. Loài rắn hổ mang này có màu sắc thay đổi tùy theo vị trí địa lý. Có hai kiểu màu: dạng màu vàng thường thấy ở Thái Lan và dạng màu đen được tìm thấy ở bán đảo Malaysia, Singapore và các đảo ở Indonesia và Philippines. Con non và con lớn cũng phân ra màu sắc khác nhau.

### Kích thước cơ thể
19-27 hàng xung quanh mang (bình thường là 21-25), 15-19 ngay phía trước thân giữa; 179-201 bụng, 40-57 đuôi phụ; các đuôi phụ cơ bản thường không phân chia.

## Phân loại học
Loài này được xác định lần đầu tiên vào năm 1989. Trước đây, các quần thể của loài này được cho là các phân loài khác nhau của Naja naja (rắn hổ mang Ấn Độ), đặc biệt là N. n. sumatrana (Sumatra), N.n. sputatrix (Bán đảo Malaysia) và N.n. miolepis (Borneo, Palawan). Một số nhầm lẫn về tên vẫn còn trong các tài liệu về độc tố học gần đây, đặc biệt là việc dùng sai tên sputatrix cho nọc của Naja sumatrana từ Bán đảo Malaysia

## Phân bổ
Loài rắn hổ mang này được tìm thấy ở các quốc gia Đông Nam Á xích đạo như Brunei, Indonesia, Malaysia, Singapore, Thái Lan và Philippines. Ở Indonesia, nó xuất hiện trên các đảo Sumatra, Borneo, Bangka, Belitung và quần đảo Riau. Nó có thể xuất hiện trên các hòn đảo lân cận ở Indonesia, và có thể những quần thể còn sót lại vẫn tồn tại ở phía tây Java.

## Môi trường sống và sinh thái
Loài này sống ở độ cao lên đến khoảng 1.500 mét (4.900 ft) trên mực nước biển chủ yếu là rừng nhiệt đới nguyên sinh và thứ sinh (bao gồm cả địa hình rừng rậm); tuy nhiên, nó cũng đã được tìm thấy trong các khu vườn, công viên và trong các khu đô thị nơi nó có thể tiếp xúc với con người. Nó là một loài rắn sống trên cạn và sống chủ yếu vào ban ngày thức ăn chủ yếu là động vật gặm nhấm và ếch, nhưng cũng sẽ ăn các loài rắn khác, thằn lằn và động vật có vú nhỏ. Mặc dù bản chất không quá hung dữ nhưng những con rắn này có thể và sẽ dễ dàng phun nọc độc khi chúng bị dồn vào đường cùng hoặc bị đe dọa. Chúng cũng sẽ tấn công và cắn.

## Độc tố
Giống như các loài rắn hổ mang khác, loài rắn này sở hữu nọc độc thần kinh. Nọc độc cũng có thể bao gồm độc hại tim và độc hại tế bào. Nọc độc của rắn hổ mang phun nọc Sumatra có các hoạt động enzym đặc trưng chung của nọc rắn hổ mang châu Á: protease thấp, phosphodiesterase, phosphomonoesterase kiềm và hoạt động L-amino-acid oxidase, hoạt động acetylcholinesterase và hyaluronidase cao vừa phải và cao phospholipase A2. Đoôc hại tim chiếm 40% protein nọc độc của rắn. Loài này tương trưng cho một IV LD50 của chuột 0.50 µg/g.

## Hình ảnh

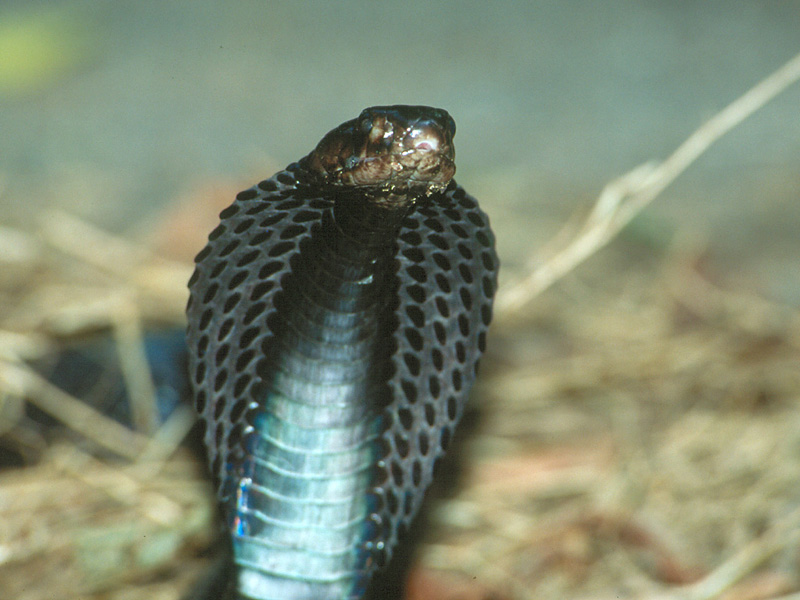
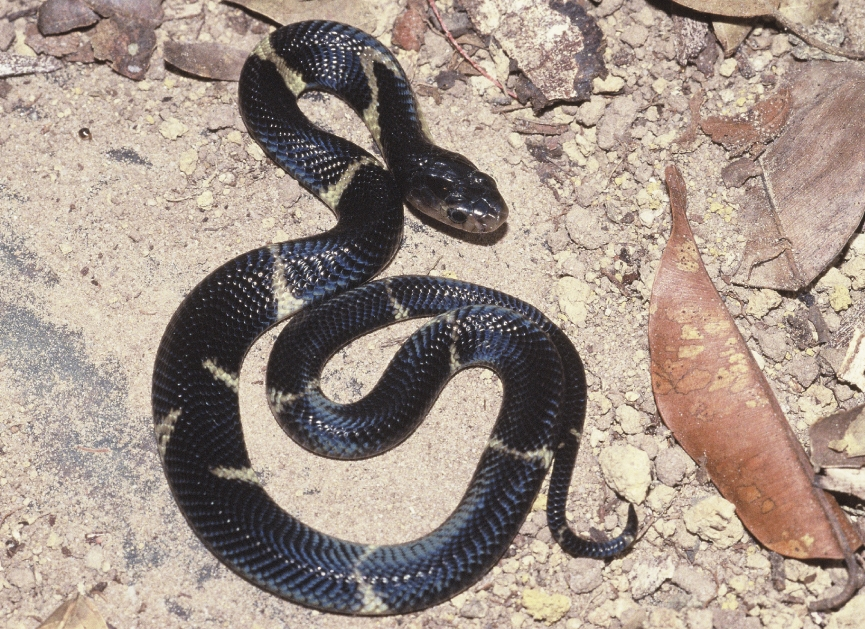